# Oedemera podagrariae
Oedemera podagrariae é uma espécie de insetos coleópteros polífagos pertencente à família Oedemeridae.
A autoridade científica da espécie é Linnaeus, tendo sido descrita no ano de 1767.
Trata-se de uma espécie presente no território português.

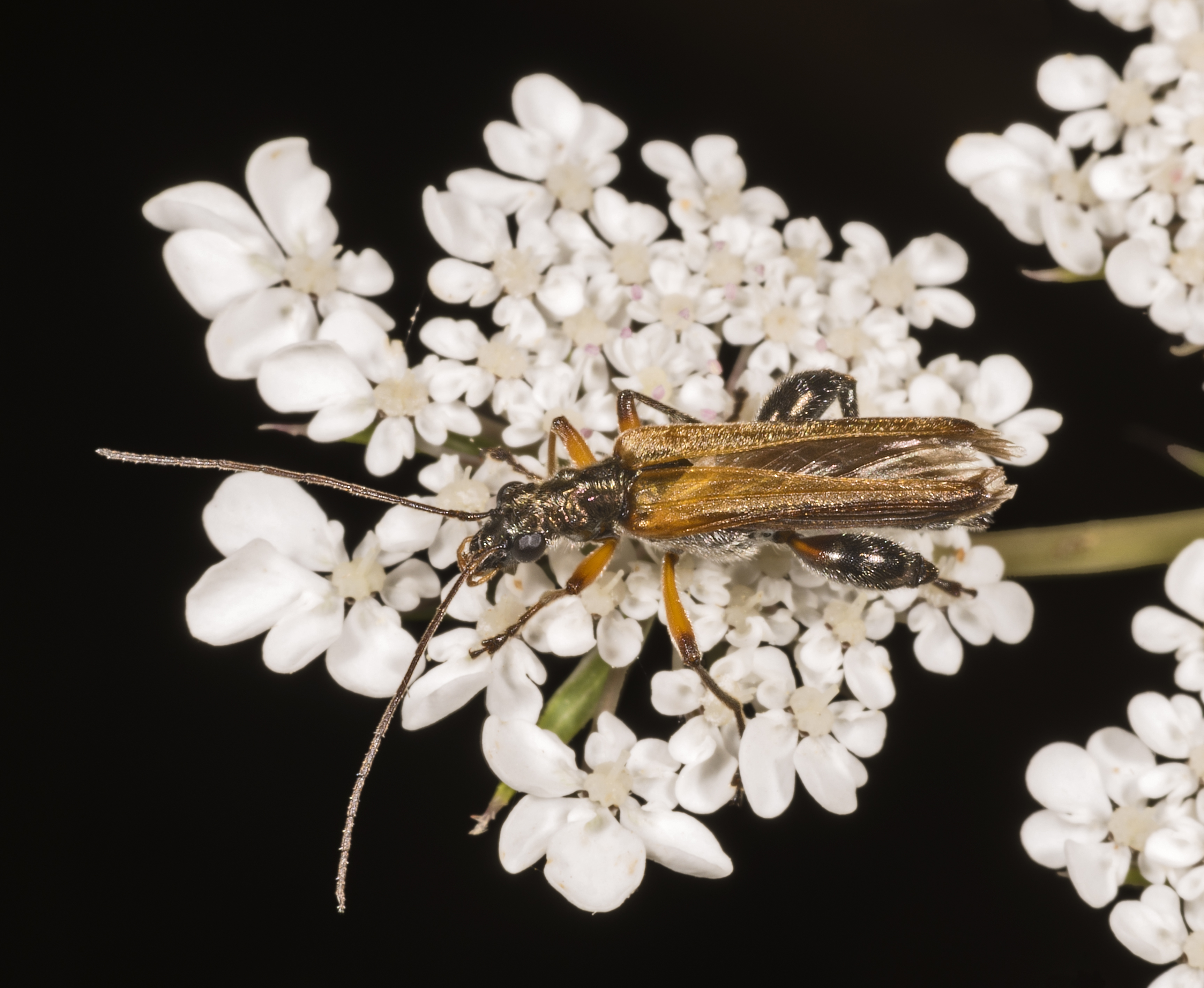
Macho
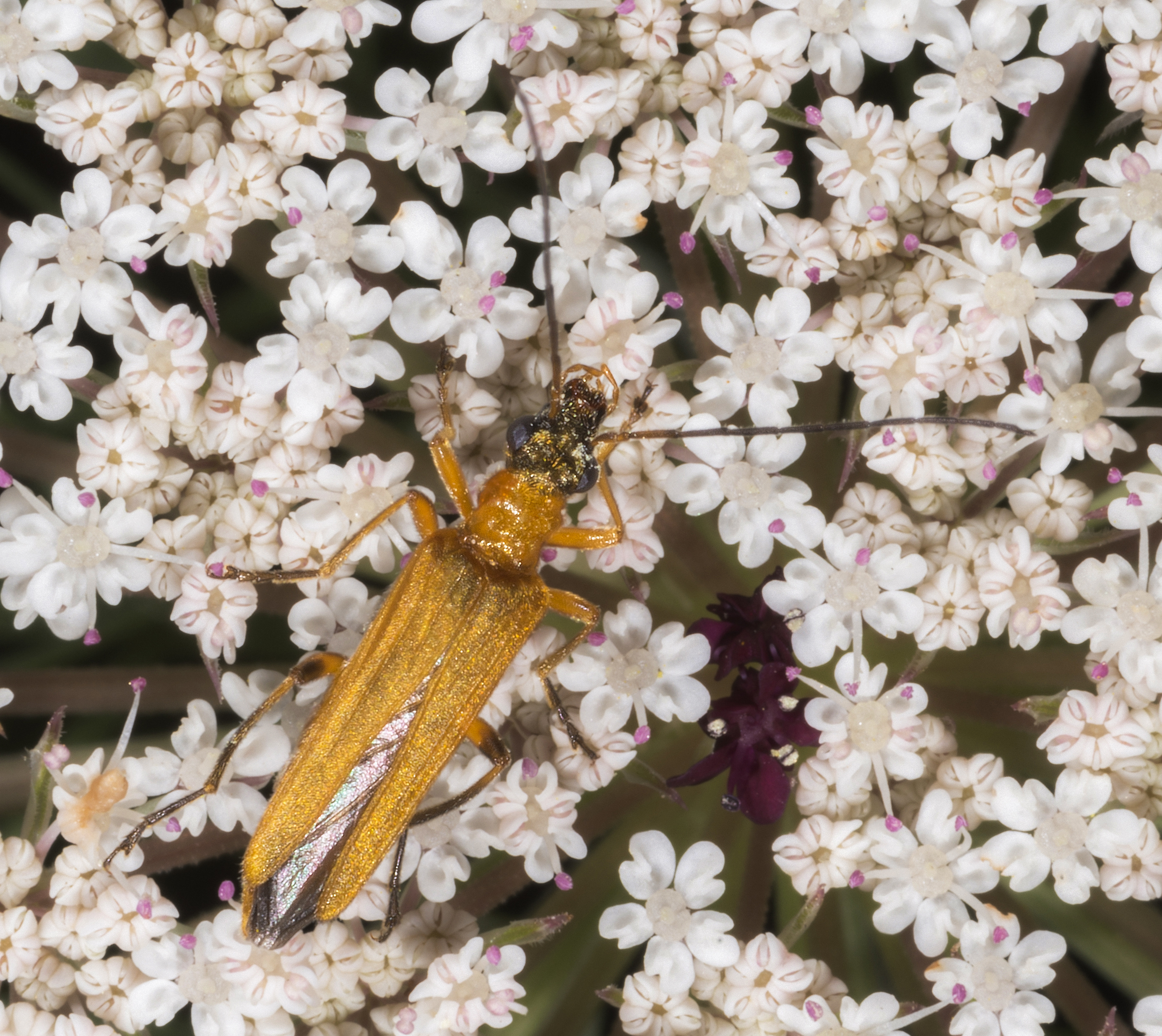
fêmea
Acasalamento em Viburnum tinus